# 李九成
李九成（？—1632年），明朝軍事人物。
原為毛文龍舊部，毛文龍為袁崇煥所殺後，與孔有德、耿仲明等自東江走登州，為孫元化收留。崇禎五年（1632年）爆發吳橋兵變，孔有德佔據登州後，推李九成為首領。其子李應元當時是千總。最後被平叛之明軍所殺。